# Inventaire général du patrimoine culturel
Ne doit pas être confondu avec Inventaire supplémentaire des monuments historiques.
L’Inventaire général du patrimoine culturel, anciennement appelé Inventaire général des monuments et des richesses artistiques de la France (jusqu'en 2004) et désigné couramment comme Inventaire général ou même simplement inventaire, est un service national créé par décret du 4 mars 1964 sur l'initiative d'André Malraux et d'André Chastel.
L'Inventaire général a pour mission de « recenser, étudier et faire connaître les éléments du patrimoine qui présentent un intérêt culturel, historique ou scientifique ».
Piloté par la direction générale des Patrimoines et de l'Architecture au ministère de la Culture, il est depuis 2005 mis en œuvre par les régions à la suite de la  décentralisation.

## Historique
L'inventaire général des monuments et richesses artistiques de la France a été lancé en 1964 dans le cadre du IVe Plan. Il succède à l'Inventaire général des richesses d'art de France du Ministère de l'Instruction publique et des Beaux-Arts, dont plusieurs volumes ont été publiés chez Plon au début du XXe siècle.
Dans les années 1980, les services régionaux de l'inventaire se dotent de centres régionaux de documentation du patrimoine.
À partir du 1er janvier 2005, la responsabilité de la réalisation de l'inventaire a été déléguée aux régions, tandis que l'État continue de maintenir son rôle de coordination et de contrôle.
Assuré précédemment par la direction de l'Architecture et du Patrimoine, le pilotage de l'Inventaire est rattaché à partir de 2010 au service du patrimoine de la direction générale des Patrimoines.

## Mission
Sa mission originelle telle qu'exprimée en 1964 était de « recenser et décrire l'ensemble des constructions présentant un intérêt culturel ou artistique ainsi que l'ensemble des œuvres et objets d'art créés ou conservés en France depuis les origines ».
Elle est actuellement formulée ainsi : « recense[r], étudie[r] et fai[re] connaître les éléments du patrimoine qui présentent un intérêt culturel, historique ou scientifique ».
Un bien inventorié à l'« inventaire général du patrimoine culturel » n’est pas pour autant un monument historique, ce qui n'est pas le cas pour ceux inscrits à l'inventaire supplémentaire des monuments historiques et ceux qui sont classés comme tel.

## Organisation
La direction générale des Patrimoines, plus spécialement le service du patrimoine, est chargée des opérations réalisées au niveau national ainsi que du contrôle scientifique et technique de l'État. L’essentiel de l’inventaire est désormais confié aux conseils régionaux et à l'Assemblée de Corse. En effet, la loi no 2004-809 du 13 août 2004, relative aux libertés et aux responsabilités locales, a transféré aux régions, à compter du 1er janvier 2005, les compétences en matière d'inventaire. Toutefois, la même loi autorise des communes ou leurs groupements à s’en charger par convention avec le service régional.
Ces différents services élaborent une information de nature scientifique selon des normes nationales. Cette information (bases de données, textes, photographies, relevés graphiques, cartographie, bibliographie…) fournit aux chercheurs, aux historiens de l'art, aux architectes des bâtiments de France, aux conservateurs, aux élus locaux, des séries de données homogènes sur les édifices et les objets d'art de la France.

## Publication
Cette enquête donne lieu à la publication par l'Imprimerie nationale d'une collection de monographies portant sur le patrimoine d'un canton ou d'une commune française.
En trente-cinq ans, 35 % du territoire a été recensé.

### Bases informatiques
Le service de l'inventaire a aussi créé les bases :
- Mérimée : 200 000 notices sur le patrimoine architectural français dont 35 000 illustrées. 13 500 dossiers documentaires complets associés[6].
- Palissy : 280 000 notices sur le patrimoine mobilier français dont 25 000 illustrées. 5 000 dossiers documentaires complets associés[6].
- Archidoc : Base bibliographique relative au patrimoine architectural des XIXe et XXe siècles. 74 000 notices[6].
- Mémoire : Fonds graphiques et photographiques conservés par la Direction de l'architecture et du patrimoine. 600 000 notices et images[6].
- Thésaurus : 3 700 termes utiles à la dénomination des œuvres architecturales et mobilières[6].

### Liste des volumes publiés
Cette liste n'est pas exhaustive.

#### Ouvrages généraux

##### Méthodologie
- Inventaire général, 1984.
- Système descriptif de l'illustration, Dir. Christophe Dessaux, Paris : Ed. du patrimoine, 1999.
- L'édition des textes anciens : XVIe – XVIIIe siècle, Dir. de Bernard Barbiche et Monique Chatenet, 1990.
- Le relevé et la représentation de l'architecture, Jean-Paul Saint-Aubin, 1992.
- Les armoiries : lecture et identification, Dir. Michel Pastoureau, Michel Popoff. Paris, 1994.
- Système descriptif de l'architecture, Dir. Monique Chatenet et Hélène Verdier, Paris : Ed. du patrimoine, 1999.
- Système descriptif des objets mobiliers. Dir. Hélène Verdier, Paris : Ed. du patrimoine, 1999. 366 p.
- Thesaurus de l'architecture, Dir. Monique Chatenet et Hélène Verdier. Paris, Ed. du patrimoine, 2000.

##### Terminologie
- Jean-Marie Pérouse de Montclos, Architecture — vocabulaire typologique, Paris, Imprimerie nationale Éditions — Inventaire général des monuments et des richesses artistiques de la France, coll. « principes d'analyse scientifique », 1972 (réimpr. 1989, 1993), 622 p. (ISBN 2-11-080962-0)

#### Publications d'archives publiques
- Archives du Musée du monument français, 3 volumes, 2001

#### Monographies

##### Monographies régionales (inventaires topographiques)
- Pays d'Aigues (Vaucluse), 1975
- Commune d'Aigues-Mortes (Gard), 1975
- Canton de Belle-Île-en-Mer (Morbihan)
- Cantons de Cadenet et de Pertuis, pays d'Aigues (Vaucluse), 1981,
- Cantons de La Canourgue, Chanac (Lozère)
- Canton de Carhaix-Plouguer (Finistère), 1972
- Commune d'Elbeuf (Seine-Maritime), 1994
- Canton de La Ferté-Bernard (Sarthe), 1976
- Cantons du Faouët et de Gourin (Morbihan), 1975
- Canton de Gimel-les-Cascades (Corrèze), 1994
- Canton de Gondrecourt-le-Château (Meuse), 1981
- Canton de Guebwiller (Haut-Rhin), 1972
- Commune d'Harfleur (Seine-Maritime), 1994
- Canton de l'Île-Bouchard (Indre-et-Loire), 1979
- Canton de Ligny-en-Barrois (Meuse), 1994
- Canton de Lyons-la-Forêt (Eure), 1976
- Canton de Bordères-Louron, vallée du Louron (Hautes-Pyrénées), 1996
- Canton de Montreuil-Bellay (Maine-et-Loire), 1994
- Canton de Niederbronn-les-Bains (Bas-Rhin)
- Canton de Noirmoutier (Vendée), 1995
- Canton de l'île d'Oléron (Charente-Maritime), 1979
- Canton de Peyrehorade (Landes), 1973, 2 volumes de 290 et 434 pp.
- Canton de l'île de Ré (Charente-Maritime), 1993
- Canton de Saint-Bonnet-le-Château (Loire), 1998
- Commune de Saint-Germain-en-Laye (Yvelines)
- Domaine national de Saint-Germain-en-Laye (Yvelines)
- Canton de Saverne (Bas-Rhin), 1978
- Canton de Sombernon (Côte-d'Or), 1977
- Thann (Haut-Rhin), 1974
- Commune du Vésinet (Yvelines), 1989
- Canton de Vic-sur-Cère (Cantal), 1984
- Canton de Viviers (Ardèche), 1989
- Canton de l'île d'Yeu (Vendée), 1979
- Romainville (Seine-Saint-Denis), 2011
- Enghien-les-Bains (val-d'Oise), 2009
- Andrésy, Maurecourt et Chanteloup (Yvelines), 2008
- Juvisy-sur-Orge (Essonne), 2007
- Melun (Seine-et-Marne), 2006
- Bry et Champigny (Val-de-Marne), 2007
- Nogent-sur-Marne (Val-de-Marne), 2005
- Conflans-Sainte-Honorine, (Yvelines), 2005
- Athis-Mons et Paray-vieille-Poste (Essonne), 2004
- Vanves (Hauts-de-Seine), 2004
- Poissy (Yvelines), 2003

##### Images du patrimoine
La collection Images du patrimoine publiée à partir des études faites par les services régionaux de l'Inventaire général des monuments et richesses artistiques de la France avec une  approche visuelle du patrimoine. Ces images commentées proposent un point de vue géographique et thématique. Elle comprend 321 ouvrages publiés entre 1980 et 2023.

##### Cahiers du patrimoine
La collection Cahiers du patrimoine publiée à partir des études faites par les services régionaux de l'Inventaire général des monuments et richesses artistiques de la France comprend 120 ouvrages publiés jusqu'en 2020.

## Cadre législatif et réglementaire
- Loi no 2004-809 du 13 août 2004 relative aux libertés et responsabilités locales, art. 95.
- Décret no 2005-835 du 20 juillet 2005 pris en application de l'article 95 de la loi no 2004-809 du 13 août 2004 relative aux libertés et responsabilités locales et relatif au contrôle scientifique et technique de l'État en matière d'inventaire général du patrimoine culturel et au Conseil national de l'inventaire général du patrimoine culturel.
- Arrêté du 6 avril 2006 (J.O. du 21 avril 2006) constatant le montant du droit à compensation résultant pour les régions du transfert de l’inventaire général du patrimoine culturelen application de l’article 95 de la loi no 2004-809 du 13 août 2004 relative aux libertés et responsabilités locales
- L'inscription dans la loi de l'inventaire général du patrimoine culturel et le transfert de la compétence aux régions et à la collectivité territoriale de Corse

## Publications antérieures
- Inventaire général des richesses d'art de la France, plusieurs forts volumes, in-4°, publiés par le Ministère de l'Instruction Publique et des Beaux Arts entre 1876 et 1911. Cinq séries de plusieurs tomes chacune: Monuments religieux, Paris; Monuments religieux, Province; Monuments civils, Paris; Monuments civils, Province; Archives du Musée des monuments français.